# Iacobeni (Suceava megye)
Iacobeni település Romániában, Bukovinában, Suceava megyében.

## Fekvése
Az Aranyos-Beszterce (Bistrita) völgyében fekvő település.

## Leírása
A 845 méter magasságban épült Iacobeni régi bányásztelepülés. Itt van a környék mangánlelőhelyeinek központja.
A település kedvelt fürdő- és üdülőhely, kénes forrásairól híres, melyeket sokan keresnek fel.
Iakobeniből érdekes kirándulások tehetők az Aranyos-Beszterce völgyébe is.
Iacobeninek a 2002 évi népszámláláskor 3,866 lakosa volt.

## Nevezetességek
- Fatemploma (biserica de lemn) - 1812-ben épült.
- Kénes források